# Droga krajowa B514 (Niemcy)
Droga krajowa 514 (niem. Bundesstraße 514) – niemiecka droga krajowa przebiegająca na osi północny zachód - południowy wschód i jest połączeniem autostrady A2 od węzła ABK Bad Oeynhausen z drogą B238 w Kalletal-Langenholzhausen w Nadrenii Północnej-Westfalii.
Droga jest oznakowana jako B514 od lat 70. XX wieku. Częściowo przebiega po historycznej drodze z połowy XIX w.